# Bullet in the Brain
Bullet in the Brain è un singolo del gruppo musicale statunitense The Black Keys, pubblicato il 30 giugno 2014 come terzo estratto dall'ottavo album in studio Turn Blue.